# بخش لوسرن
بخش لوتسرن یکی از بخشهای کانتون لوتسرن  در کشور سوئیس است.